# Escola del Mar (Barcelona)
|  | «Escola del Mar» redirigeix aquí. Vegeu-ne altres significats a «Escola del Mar (Badalona)». |

L'Escola del Mar és una institució pedagògica pública, nascuda per iniciativa de l'Assessoria Tècnica de la Comissió de Cultura de l'Ajuntament de Barcelona, dirigida per Manuel Ainaud Sánchez, partint de l'experiència positiva obtinguda amb l'Escola del Bosc. Inspirada en la renovació pedagògica de l'«Escola Moderna» impulsada per Ferrer i Guàrdia, el seu fundador i animador va ser el pedagog Pere Vergés i Farrés.

## Història i descripció
Fou inaugurada oficialment el 3 d'agost del 1921, tot i que les tasques escolars no començaren del tot fins al dia 26 de gener del 1922. A l'acte d'inauguració hi estigueren presents, a més de l'alcalde de la ciutat, Antoni Martínez i Domingo, el tinent d'Alcalde Lluís Nicolau d'Olwer, diversos regidors, el rector de Sant Miquel del Port, així com diversos representants acadèmics. El seu primer director va ser en Pere Vergés, que hi adaptà les normes de l'escola nova amb participació dels nens en les activitats, com la biblioteca, el teatre de titelles i el servei meteorològic. Vergés també va ser el director de les Colònies de Vilamar a Calafell, basades en els mateixos principis pedagògics de l'Escola del Mar, tot i que en aquest cas es tractava d'estades d'estiu a règim complet.

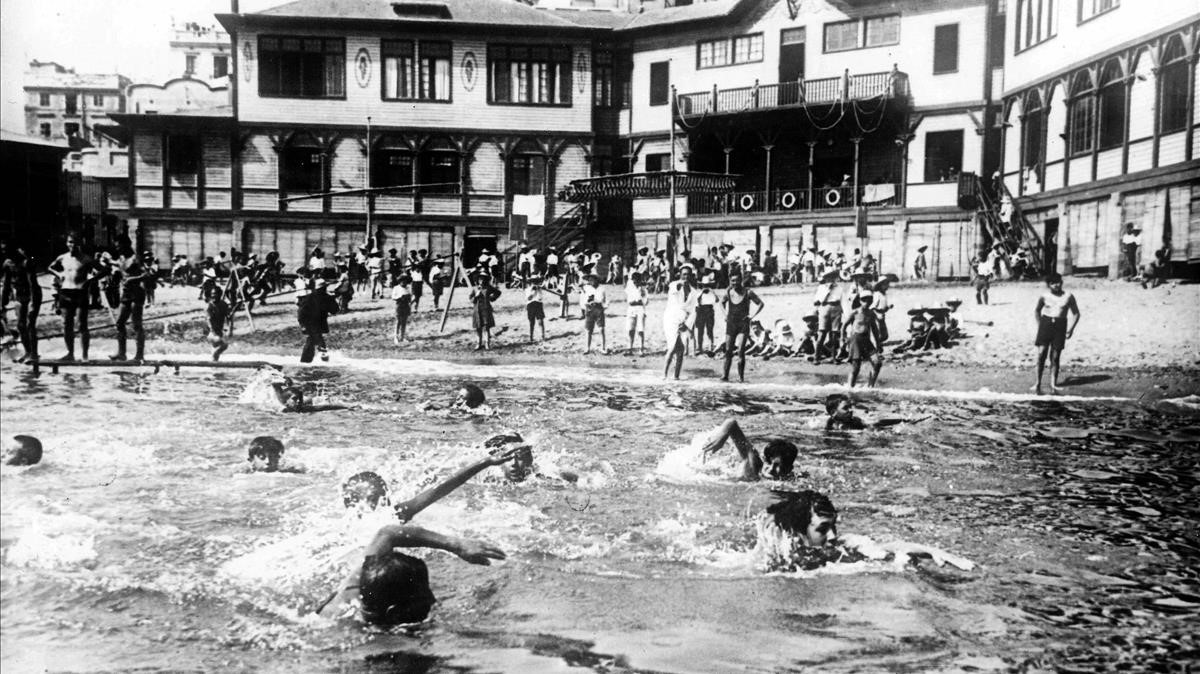
Bays de l'antiga Escola del Mar

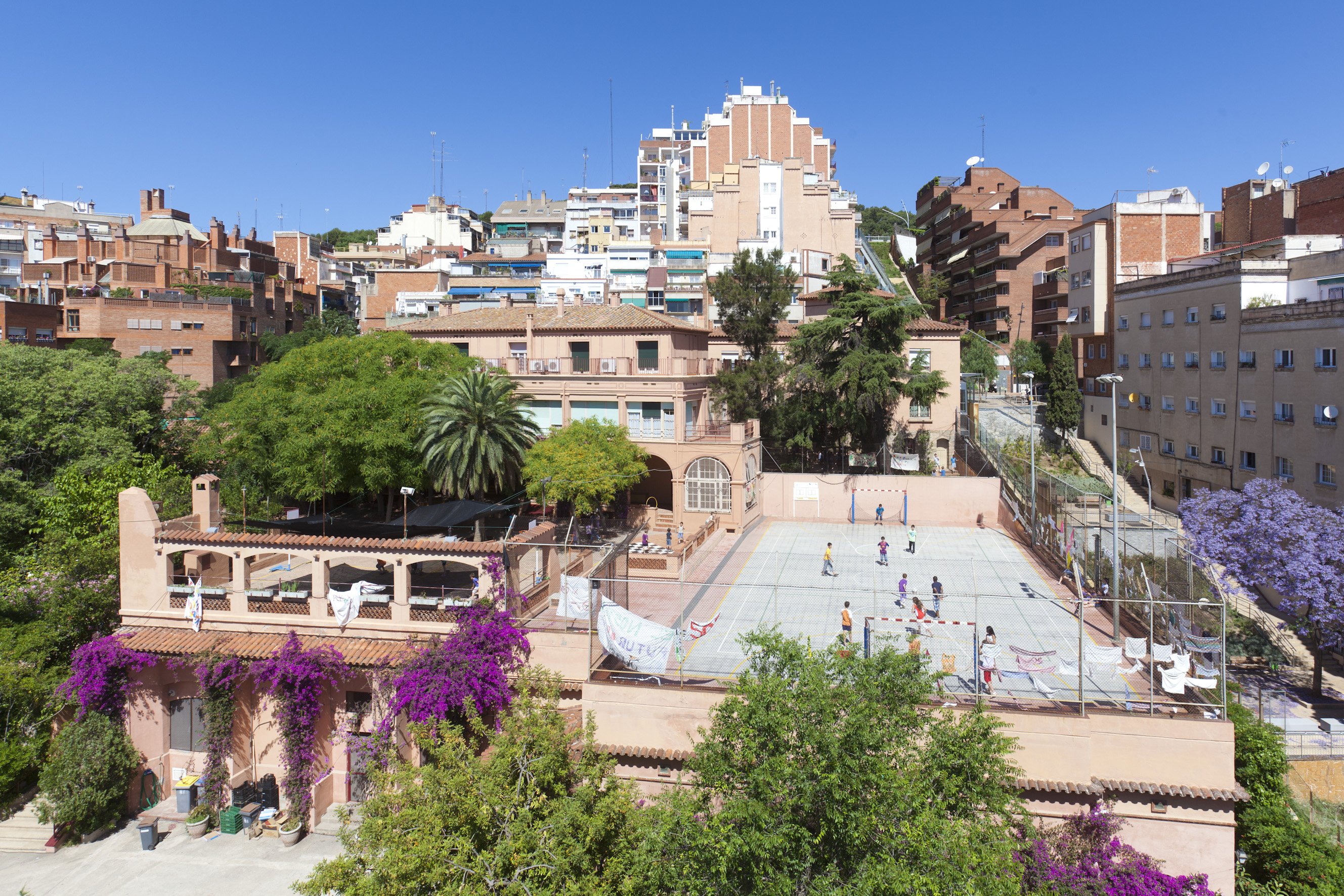
Masia de Can Sors al Guinardó, actual seu de l'Escola del Mar

Va ser ubicada a la platja de la Barceloneta, just al final del carrer de l'Almirall Aixada, al costat dels Banys Orientals i mirant al mar. Projectada per l'arquitecte de la Comissió de Cultura, Josep Goday i Casals, era tota de fusta i desmuntable i constava de planta i primer pis, de tres cossos en forma d'«U» oberta, que descansaven sobre unes columnes de pedra, i un basament de ciment armat cobert per la sorra de la platja. Tot i que el centre comptava amb les aules i dependències necessàries en una escola, la major part de les activitats es feien a l’aire lliure; per això es disposava de cadires i estris lleugers per a ser instal·lats sobre la sorra quan convingués. S'hi emplaçà també un gran tendal, que permetia fer les activitats a ple sol o bé a l'ombra. Es comptava també amb l'assistència d'una embarcació de l'escola, la Nausica, i un vigilant.
Estava previst que l'edifici servís d'escola durant tot l'any i, durant els mesos d'estiu, també prestés servei com a balneari per a nens i nenes. Ja a partir d'aquell mateix estiu del 1921, les seves instal·lacions serviren per a oferir el servei de banys de mar, i a partir de l’agost també el servei de semicolònia escolar.
Destruïda el 7 de gener del 1938 per un bombardeig durant la Guerra Civil, va ser traslladada temporalment a Montjuïc, molt a prop de la Font del Gat, a l'edifici que avui alberga el Museu Etnològic de Barcelona. El novembre del 1948 es va inaugurar el tercer emplaçament al barri del Guinardó, on continua en l'actualitat. Ocupa tota una illa de cases envoltada de jardins entre els carrers de Gènova, Sèrbia, Telègraf i Brussel·les, i es tracta de l'antiga masia de Can Sors, que va ser adquirida per l'Ajuntament de Barcelona.

## Projecte escolar i pedagògic
Com a escola de primera ensenyança, estava destinada a infants que, sense estar malalts, tenien una salut precària que feia aconsellable una educació a l'aire lliure i a prop del mar. La salut de l'alumnat –el 50̬% noies i el 50̥% nois– era prioritària, i totes les activitats hi estaven supeditades. Estava previst que nens i nenes hi estiguessin un període breu, fins a restablir-se, per reintegrar-se llavors a les seves escoles respectives. Però aviat es transformà en un projecte escolar integral.
La jornada escolar començava a les 8 del matí i acabava a les 5 de la tarda, en un horari que es podia veure modificat segons les condicions climatològiques i, doncs, tots els alumnes esmorzaven, dinaven i berenaven a l'escola. Per fer el trajecte de casa a l'escola l'alumnat, dotat d'un distintiu específic, podia desplaçar-se de franc amb transport públic. Començà la seva activitat amb un equip de joves mestresː Mercè Barba, Josefina Bayona, Magí Sedó i Teresa Cadanet.
L'Escola del Mar treballa amb una idea d'innovació, de renovació constant, d'acostament a la realitat que envolta els infants, amb una visió àmplia del món. Ofereix una formació integral dels alumnes, a través d'un ensenyament individualitzat, actual i participatiu. Entén que l'educació és un treball conjunt de tota la comunitat educativa. Fou molt valorada per pedagogs tant del país com de l'estranger que la visitaren sovint, com ara el matemàtic Albert Einstein, que hi anà durant la seva estada a Barcelona el febrer de 1923, i el president Francesc Macià, l'estiu de 1931.